# Uadi el Natrun
L'Uadi el Natrun o Wadi el Natrun (àrab: وادي النطرون, Wādī an-Naṭrūn; copte: Ϣⲓϩⲏⲧ), conegut sota el nom de desert de l'Escètida (grec antic: Σκετις o Σκετες) a la història cristiana o vall del Natron en francès medieval, és una vall àrida situada al desert occidental d'Egipte, a aproximadament 75 km al nord-oest o a 70 a l'oest del Caire i a 80 al sud-est d'Alexandria.
Durant molt de temps, la vall del Natron ha estat englobada, potser impròpiament per la majoria dels geògrafs de la tradició greco-romana, al Nitriotes nomos o desert de Nitria. La vall dels llacs Natron pròpiament dita acollia almenys set llacs.

## Història i tradició
Al Història del camperol eloqüent (IX o X dinastia), un habitant de l'Uadi el Natrun, anomenat Khoun-Inpou (Ḫwn-Ỉnpw), desposseït dels seus bens per un funcionari prevaricador, exposa en un discurs d'un estil força destacat la primacia de la justícia sobre la força.
Durant l'època dels faraons, aquesta vasta regió era considerada com sagrada pel natró, mineral natural definit i/o roca carbonatada a base de carbonat de sodi, Hidrogencarbonat de sodi, sulfat de sodi i clorur de sodi, tenint diverses propietats netejadores, absorbents o antisèptiques, que s'hi trobava en abundància, i que era essencial, sota diverses formes, en les cerimònies de purificació i en la confecció de les mòmies. El molt gran consum d'aquest producte necessitava freqüents visites i el lloc va esdevenir ràpidament un santuari. Es pot encara veure-hi, als edificis religiosos construïts més tard, columnes, llindes i pedres que provenen de temples antics avui completament desapareguts.

### Era cristiana
Conegut sota el nom d'Escètida o desert de l'Escètida durant l'era cristiana, el Uadi el Natrun va protegir sant Macari el Gran que s'hi va retirar l'any 330. La seva presència va atreure nombrosos creients, a continuació van ser construïdes esglésies i hospicis per als pelegrins, així com monestirs per als religiosos. No s'ha de confondre amb el desert de Nitria, situat més al nord, no lluny d'Alexandria.
Des dels primers segles de la nostra era, l'Uadi Natroun va servir de refugi als cristians d'Egipte castigats per les autoritats de l'Imperi Romà d'Orient. Havent-se sovint exiliat per poder preservar la seva fe, els coptes hi vivien, primer en ermites abans d'organitzar-se en comunitats. És així s'hi van establir al segle IV a prop de cinquanta monestirs. En l'actualitat, no en queden més que quatre, encara habitats per monjos.
- Deir al-Udhra - El-Suryani (àrab: دير العذراء - السريان, Dayr al-ʿUḏrāʾ - as-Suryān) o Monestir de la Verge dels siríacs
- Deir al-Udhra - al-Baramos (àrab: دير العذراء - البراموس, Dayr al-ʿUḏrāʾ - al-Barāmūs) o Monestir de la Verge dels romans
- Deir Anba Bichoi (àrab: دير الأنبا بيشوي, Dayr al-Anbā Bīxuy) o Monestir de Sant Pixoi o Paisi
- Deir Anba Makar (àrab: دير الأنبا مقار, Dayr al-Anbā Maqār) o Monestir de Sant Macari